# Nihonium
O nipónio (português europeu) ou nihônio (português brasileiro) (nihonium, em inglês) é um elemento químico sintético, de símbolo químico Nh, número atômico 113 (113 prótons e 113 elétrons), provavelmente de massa atómica 284 u. Pertence ao grupo 13 da tabela periódica.
Descoberto no início de 2004 por uma equipe de cientistas russos e norte-americanos, é um transurânico, provavelmente um sólido de aspecto prateado. Em 2015, a IUPAC e a IUPAP confirmaram descoberta dos elementos nihônio, moscóvio, tenesso e oganessônio. No dia 8 de junho de 2016, a IUPAC sugeriu que o elemento 113 fosse batizado de nihonium.

## História
Em 1 de fevereiro de 2004 o nihônio e o moscóvio foram sintetizados, conforme relatado por uma equipe de cientistas russos de Dubna (em inglês, "Joint Institute for Nuclear Research") e do norte-americano Lawrence Livermore National Laboratory. Esta descoberta ainda está à espera de confirmação.
Em 28 de setembro de 2004 uma equipe de cientistas japoneses declarou que obteve êxito na obtenção deste elemento.
Unúntrio, do latim "ununtrium" , foi um nome sistemático, temporário, indicado pela IUPAC para o elemento, enquanto ainda não havia sido oficialmente batizado. Não pode ser encontrado na natureza, pois para obtê-lo a sua estrutura tem de ser modificada para chegar a um resultado exato. O elemento atualmente não possui nenhum uso, por ser quase desconhecido.

## Propriedades químicas (extrapoladas)
Ainda não se conhecem compostos do nihônio, pois o elemento foi obtido em quantidades muito pequenas e seu tempo de desintegração radioativa é curto demais para serem preparados seus compostos. Julgando por sua posição na tabela periódica, especula-se que suas propriedades sejam semelhantes às do tálio, elemento situado logo acima na tabela periódica. Por esse ângulo, supõe-se que o nihônio forme íons com NOX +1 e +3, semelhante ao Tl e, pelo efeito do par inerte, seu estado de oxidação +1 seja ainda mais estável que o do tálio. Especula-se que o Nh trivalente (Nh+3) seja um agente oxidante mais enérgico que Tl+3.
O principal estado de oxidação apresentado pelo elemento seria o +1, formando íons Nh+ que se comportariam de forma semelhante aos cátions de metais alcalinos tais como o potássio, um comportamento similar ao seu congênere mais leve, o tálio. Alguns compostos incluiriam o  óxido Nh2O, o hidróxido NhOH, uma base forte e solúvel em água; os haletos pouco solúveis em água e sensíveis à luz NhCl, NhBr e NhI, além de outros sais como NhNO3, Nh2SO4, Nh2S, entre outros. O fluoreto NhF seria estável e solúvel em água.
Compostos de nihônio com nox +3 (na forma do íon Nh+3) também seriam possíveis, mas seriam raros e poderosos agentes oxidantes. Alguns compostos de nihônio trivalentes incluiriam o trifluoreto NhF3 e o óxido Nh2O3, ambos pouco estáveis e muito oxidantes.
O iodeto NhI3 não seria um composto de Nh trivalente, e sim seria formado pelos íons Nh+ e tri-iodeto, I3-, assim como o TlI3.
O nihônio seria possivelmente o elemento mais pesado a formar sais muito solúveis em água, teoricamente podendo-se obter soluções de altas densidades. E pode-se presumir, devido à sua possível alta solubilidade, intensa radioatividade e semelhança com o mortífero tálio, que o nihônio seja um elemento extremamente tóxico.
Espera-se que o nihônio seja muito mais denso que o tálio, tendo uma densidade prevista de cerca de 16 a 18 g/cm3 , devido à estabilização e contração relativística de seus orbitais 7s e 7p1/2. Isto porque os cálculos estimam-no ter um raio atômico de aproximadamente 170 pm, o mesmo que o tálio, embora as tendências periódicas o preveriam ter um raio atômico maior do que aquele do tálio devido a ele ser um período mais abaixo na tabela periódica. Os pontos de fusão e de ebulição do nihônio não são definitivamente conhecidos, mas foram calculados em 430 °C e 1 100 °C respectivamente, excedendo os valores de gálio, índio e tálio, seguindo tendências periódicas. O nihônio também é previsto para ser menos reativo que o tálio e o elemento mais eletronegativo de toda a família do boro (grupo 13 ou 3A) e espera-se que sua estrutura cristalina seja o empacotamento compacto de esferas iguais, de modo hexagonal assim como o tálio.